# Бейлин, Григорий Борисович
Григорий Борисович Бейлин (25 апреля 1919, Петроград — 16 ноября 1981, Иерусалим) — поэт, эстрадный автор, сценарист, переводчик.

## Жизнь и творчество
Григорий Борисович Бейлин родился 24 апреля 1919 года в Петрограде. Спустя несколько лет семья Бейлиных эмигрировала в Латвию. В 1937 году окончил Рижскую еврейскую гимназию «Эзра». В том же году Григорий Бейлин поступил в Иерусалимский университет. Учась в университете, Бейлин сотрудничал с латвийской газетой «Jaunākās ziņas», посылал в нее корреспонденции о жизни в Палестине.
В 1939 году Григорий Бейлин приехал на каникулы в Ригу, но вернуться на учёбу в Иерусалим уже не сумел, так как разразилась Вторая мировая война и всех граждан Латвии обязали сдать заграничные паспорта. Оставшись в Риге, Бейлин продолжил учёбу на филологическом факультете педагогического института, одновременно занимаясь в Школе журналистики и писательского мастерства известного журналиста и писателя, эмигранта из России Петра Пильского. В этот же период Григорий Бейлин работал в литературной части Латышской оперы. В 1940 году Григорий Бейлин принял участие в международном конкурсе молодых русскоязычных литераторов в Париже и получил на нём первый приз. Приз вручал председатель жюри конкурса поэт Игорь Северянин. Вплоть до включения Латвии в состав СССР в августе 1940 года Григорий Бейлин активно сотрудничал с журналами, издававшимися на русском языке, — «Для вас» (Рига) и «За рубежом» (Харбин, Китай). Одновременно переводил на латышский язык стихи с русского и украинского языков и с латышского на русский — стихи латышских поэтов.
14 июня 1941 года в ходе депортации жителей Латвии и других присоединенных к СССР территорий вся семья Бейлиных была депортирована в Сибирь как «социально чуждые элементы». В 1942 году семья была перемещена ещё дальше — на Крайний Север — на полуостров Таймыр. В 1944 году Григорий Бейлин получил разрешение переехать в город Енисейск, где он в 1945 году окончил Енисейский педагогический институт. После окончания института Бейлин в течение 12 лет работал преподавателем русского и немецкого языков в школах и техникумах города Канска, Красноярского края.
В 1957 году Григорий Бейлин получил разрешение властей вернуться в Ригу. По возвращении стал профессиональным литератором. За годы предшествующие его отъезду в Израиль, Григорий Бейлин написал более двухсот стихов для песен на четырёх языках, которыми он свободно владел: русском, латышском, немецком и идиш. Он сотрудничал с такими известными латвийскими эстрадными композиторами, как Владимир Хвойницкий, Раймонд Паулс, Александр Кублинский, Элга Игенберга, с «королём танго» Оскаром Строком, Яном Френкелем и другими. Песни на слова Григория Бейлина неоднократно становились лауреатами и дипломантами международных эстрадных конкурсов и фестивалей, звучали в кинофильмах. Песни на слова Бейлина исполняли ведущие советские исполнители: И. Кобзон, О. Воронец, М. Магомаев, Л. Лещенко, А. Ведищева, Э. Горовец, В. Мулерман, Л. Мондрус, В. Трошин и другие. Наряду со стихами для песен Григорий Бейлин писал эстрадные монологи, создавал сценарии эстрадных представлений.
Особое место в творчестве Григория Бейлина занимает написанная в 1961 году совместно с композитором Менделем Башем оратория «Памяти жертв Рижского гетто». В СССР она была исполнена лишь однажды семь лет спустя под названием «Памяти жертв нацизма» и лишь после обретения Латвией независимости была исполнена под своим оригинальным названием.
В 1974 году Григорий Бейлин со своей семьей репатриировался в Израиль. Здесь он публиковал стихи в русскоязычной прессе и работал над автобиографической книгой под предполагаемым названием «Слишком много для одной жизни», которая осталась неоконченной.
Григорий Бейлин скончался после продолжительной болезни 16 ноября 1981 года в Иерусалиме.

## Семья
Жена — Реббека (Рейни) Вольфовна Бейлина (урожденная Гольдберг; 16 октября 1919 — 13 ноября 1986). Сын — Бенцион (Борис, род. 1946), врач, профессор, живёт в Израиле.

## Дискография
| Запись | Студия             | Год         |
| --- | ------------------ | ----------- |
| Тереза (Г. Бейлин) Эмиль Горовец — Поет Эмиль Горовец                                                                                           | Мелодия            | 1965        |
| Помоги мне, Буратино (Г. Бейлин) Раиса Неменова — Кружит Дымная Пороша / Помоги Мне, Буратино                                                   | Мелодия            | 1965        |
| Тереза (Г. Бейлин) Эмиль Горовец — Тереза / Маленькая Девочка                                                                                   | Мелодия            | 1965        |
| Бессонные ночи (Г. Бейлин) Жалоба / В ночной Москве / Бессонные ночи / Я возвращаюсь домой                                                      | Мелодия            | 1966        |
| У любви свои законы (Г. Бейлин) Раиса Неменова — У любви свои законы / Бессонные ночи (Shellac, 10")                                            | Мелодия            | 1966        |
| Найди меня (Г. Бейлин) Аида Ведищева — Не родись красивой (7", EP, Mono)                                                                        | Мелодия            | 1970        |
| Солнышко моё Алла Савенко — Да или нет (7", Mono)                                                                                               | Мелодия            | 1970        |
| Hallo, Rostoka (G. Beilins) Raimonds Pauls — Raimonds Pauls                                                                                     | Мелодия            | 1970        |
| Роза была красной (Г. Бейлин) Тамара Миансарова / Иосиф Кобзон — Международный фестиваль эстрадной песни. 1966 г. (LP, RE)                      | Мелодия            | 1970        |
| Найди Меня (Г. Бейлин) Лариса Мондрус / Аида Ведищева — Песни Владимира Хвойницкого                                                             | Мелодия            | 1970        |
| Это Печаль Не Твоя (Г. Бейлин) Раиса Неменова — Это Печаль Не Твоя / Я Позвала Любовь (Flexi, 7", S/Sided, Mono)                                | Мелодия            | 1971        |
| В Разлуке (Г. Бейлин) Оскар Строк — Танго | Мелодия            | 1973        |
| В Разлуке (Г. Бейлин) Оскар Строк — Танго | Мелодия            | 1973        |
| Fröhliches Gebet (G. Beilin) Jakob Aus Odessa* — Der Teufelsgeiger — Russische Zigeuner Musik (LP, Album)                                       | Eulenspiegel       | 1977        |
| Ноктюрн (Г. Бейлин) Nicol — На Новой Волне (CD, Comp, Car)                                                                                      | Microphone Records | 2003        |
| Hallo, Rostoka (G. Beilins) Raimonds Pauls — Zelta 75 (2xCD, Comp)                                                                              | Microphone Records | 2011        |
| Найди Меня (Г. Бейлин) Аида Ведищева — Звёзды Советской Эстрады (CD, Comp)                                                                      | Bomba Music        | 2011        |
| Это Печаль Не Твоя (Г. Бейлин) Раиса Неменова / Маргарита Суворова — Это Печаль Не Твоя / Я Позвала Любовь — Бесприданница / Мелодия (7", Comp) | Мелодия            | неизвестное |